# リッジレーサー
『リッジレーサー』（Ridge Racer）は、ナムコ（後のバンダイナムコエンターテインメント）が1993年に稼働開始したアーケード用レースゲーム。後にコンシューマーゲームや携帯電話ゲームにも移植された。

## 概要
コーナーで減速せず派手なドリフト走行で高速のまま曲がり切ったり、高低差により大きくジャンプしたりと、挙動や運転感覚のリアルさを度外視した爽快感重視のゲーム性が特徴のレースゲームである。キャッチコピーは「フルカウンターで駆け抜けろ」、広告のイメージキャラクターは山本ともあ。
アーケード版の筐体のシートはプラスチックの成型品ではなくビニールレザーを採用している。この決定にコスト上昇と耐久性のふたつの理由から社内で反対の声が上がった。ステアリングも従来の品を使用せず、本作専用の大きなものを開発した。既存の26センチ径のものでは小さく、スポーツカーで逆ハンドルを切る感覚が味わえないと判断されたためでもある。
F1ブームの真っ只中にあった1990年代前半、箱車と呼ばれるスポーツカーを題材にした本作の開発は、それほど世間の注目を集めることのないプロジェクトだった。本来のゲームの目的は勝つこと。レースゲームで主眼を置くところも同じだった。SYSTEM22の描画能力の影響もあり、ナムコはあえて王道を選ばず、爽快感や車を速く走らせることへの充足に主眼を置いた。
1994年に発表されたセガの『デイトナUSA』とともに、テクスチャマッピングを導入した最初期の3Dレースゲームである。
アーケード版からほぼ1年後に登場したPlayStation（以下PS）版は、同ハードのローンチタイトルとして発売された。コンシューマー用のオリジナル要素として、ライバルカーの使用や、高い性能を持つデビルカーの出現、逆走モードなど、様々な追加要素が導入された。ゲーム起動時の読み込み中に『ギャラクシアン』で遊ぶことができ、以降のシリーズでも起動時にミニゲームで遊べるのが定番となった。
2025年6月5日にはアーケードアーカイブスで配信。日本SD版、日本DX版、海外SD版、海外DX版を収録している。また、PS5/Switch 2/Xbox Series X/Sではアーケードアーカイブス2の参入タイトル第1弾となる。
2025年現在、SYSTEM22基板で発売されたゲームの中で唯一、家庭用に移植された作品となっている。

## システム

### ドリフト
以下のような方法でドリフト走行をすることができる。
- ステアリングを切り、マシンが曲がり始めたら一度アクセルを離して再び踏む。
- ステアリングを切りつつ、ブレーキを一瞬踏む。
- ステアリングを切ってから一瞬アクセルを離し、その瞬間にブレーキを踏む。

マシン横滑りが始まったらアクセルを踏みつつ、逆にステアリングを切り（カウンターステア）走行ラインを調節する、という操作でドリフトが収束する。ドリフト時はマシンの挙動に補正がかかり、きっかけの作り方さえわかれば簡単にドリフトが可能である。
また、カーブと反対方向にドリフトをすることで一回転してドリフトができる、逆ドリフトというものも可能である。
シリーズ中で比較的ドリフト走行への補正が少ないAC版では、ドリフト中はそれなりのペースで減速していく。このため、ドリフトで抜けた方が速いカーブとグリップで抜けた方が速いカーブとの見極めが難しく、究極的なタイムを目指す場合の攻略難易度は高かった。一応、ドリフトを最低限にすることで発動する静かなドリフト「サイレントドリフト（通称：SD）」を行うことで減速を大きく抑えタイム短縮に繋がる、というテクニックが存在し、タイムアタックを目指す者はこのテクニックを重宝した。
SD筐体以外の筐体では、クラッチドリフト中にシフトをニュートラルに入れてエンジン回転数を上げることにより、ドリフト終了後の速度回復を速くするという、熟練者でも成功率が8割を超えない非常に難易度が高い技が存在するが、『リッジレーサー2』以降においてはドリフト中の減速自体が抑えられたため、この技を行う意味は失われた。
PS版はオリジナル要素として、路面とほぼ並行にドリフトする「直線ドリフト（通称：直ドリ）」と呼ばれる半バグ技が存在する。成功するとグリップ走行と同じように無音で曲がり始めるが、旋回性能はドリフト時のものとなり、それに加え本来の最高速度以上に加速し始める。この技と「サイレントドリフト」を組み合わせて利用すると、通常の走りでは絶対に出せないタイムが出てしまう。

### タイム計測方法
スタート後、コース上のフィニッシュラインを通過すると、そこからタイム計測が開始される。ただし制限時間はスタート直後から減り続ける。このため、スタート後一定距離を逆走し、スタートライン通過時の速度を稼いでタイムを伸ばすテクニックも存在した。ただし、本作以降のタイム制限が存在しなくなった作品では、タイムアタックモードでこの動作を行うと失格となる。

## モード・コース
（規定周回数はアーケード版デフォルト設定のもの）
初級
規定周回数は2周。開始時制限時間66秒、最高速度165km/h（コース選択時は160km/hと表示）。
中級
規定周回数は3周。開始時制限時間59秒、最高速度211km/h（コース選択時は200km/hと表示）。
上級
規定周回数は3周。開始時制限時間52秒、最高速度216km/h（コース選択時は200km/hと表示）。
T.T.（タイムトライアル）
規定周回数は3周。開始時制限時間47秒、最高速度231km/h（コース選択時は220km/hと表示）。このモードのみライバルと1対1でレースする。
コースは2種類あり、初級と中級、上級とT.T.でそれぞれ同じルートを走行する。双方がルートの一部を共用しており、前半は同一ルートを走行するが、後半に分岐がある。初級と中級では分岐を直進した後、最終カーブを曲がってホームストレートに戻ってくるが、上級とT.T.では曲がりくねった上に幅が狭い上級者向けコースを走行する。
PS版では全モードを1位でゴールすると、コースの逆走版であるエクストラコースが使用可能になる。単に逆走になるだけではなく、チェックポイント数の減少や、走行中に真夜中になることによる視程の悪化などの効果が発生し、敵車の速度も速くなるため、これらがも合わさり順走に比べて難易度は高くなっている。
また制限時間に関して、残り時間が99秒以上になるとカウンターストップする（カウンターストップ中は残り時間の表示色が銀色になり、100秒以上残っていることを示す）。アーケード版ではPS版と比べて制限時間が短めのため、カウンターストップする様子を見ることはほとんど無い。

## マシン
マシンの名称やステッカーなどには、ナムコが開発した過去のゲームや、ナムコ運営のアミューズメント施設で使用された名前が引用されている。

### PS版

#### ノーマルカー
次の4車種が最初から使用可能。これらの4車両は2016年6月9日に日本で発売されたPROJECT CARS PERFECT EDITIONの初回封入特典で封入されたプロダクトコードを入力すると、PROJECT CARS PERFECT EDITIONでリッジレーサーのデザインカーが登場する。なお一部ステッカーが差し替えられている。
- #3 F/A RACING

赤のマシンカラーと小型なクーペスタイルが特徴の、本作の主役マシン。標準性能型で操作性はそれなりに良く、ドリフトがしやすい一台。最高速度がノーマルカーの中でRT RYUKYUに次いで遅いという弱点がある。
- #4 RT RYUKYU

ボディの配色が赤・白・黄緑のトリコロールのマシン。F/A RACINGとボディが同じであり、加速性・最高速はF/A RACINGより若干低い一方、タイヤが路面を捕えるグリップ性能が高く、旋回性能はノーマルカーの中でトップクラスを誇る、初心者向けマシン。
- #2 RT YELLOW SOLVALOU

本作のライバルカー。加速性能が非常に高い中級者向けのマシンであるが、一方でハンドリングが劣っており操作性が非常に難しく、最高速度も高くはないため、乗り手を選ぶマシンとなっている。なお、自車がこのマシンの場合は代わりにF/A RACINGがライバルカーとなる。
- #12 RT BLUE SOLVALOU

最高速度がノーマルカーの中で最も高い、RT YELLOW SOLVALOUとは色違いの上級者向けマシン。加速力・ハンドリングがやや劣るものの、ドリフトの立て直しがしやすい。上手く乗りこなすことができればデビルカーにも負けないタイムを叩き出すことができる。
また、ゲーム起動時にプレイすることができる『ギャラクシアン』でパーフェクトを達成すると、敵車として登場している以下の8台を使用できるようになる。
- #15 RT PINK MAPPY

標準性能型で比較的おとなしめの性能のマシン。F/A RACINGよりも比較的小型のピンク色のマシンで、両サイドとボンネットにマッピーの絵柄がデザインされている。
- #5 RT BLUE MAPPY

標準性能型のマシンで、RT PINK MAPPYの色違い。性能はRT PINK MAPPYと同じ。
- #16 GALAGA RT PLID'S

旋回性重視型のマシン。RT RYUKYUと比べるとややハンドリングは劣るものの、その分最高速度が高い。RT PINK MAPPYとほぼ同様の小型のボディに黄色系・オレンジ系の4色が塗り分けられており、マシンの両サイドに『ディグダグ』のプーカァの絵柄がデザインされている。ちなみに「PLID'S」はかつてナムコが運営していたゲームセンターの名前。
- #6 GALAGA RT CARROT

旋回性重視型のマシン。GALAGA RT PLID'Sの色違いで、オレンジ・黄色・緑・紺色の4色に塗り分けられている。GALAGA RT PLID'Sと比べるとやや旋回性能が高くなっている。ちなみに「CARROT」はかつてナムコが運営していたゲームセンターの名前。
- #18 RT BOSCONIAN

白と黄色のF/A RACING同様のボディに赤のラインが入った標準性能型のマシン。加速性、最高速、ハンドリングのバランスがまとまっている一台。なお、次作『リッジレーサーレボリューション』ではフロントマスクとカラーリングが一部変更されている。
- #8 RT NEBULASRAY

白と黄色のF/A RACING同様のボディに青のラインが入った標準性能型のマシンであり、性能は色違いであるRT BOSCONIANと同じ。RT BOSCONIAN同様、次作『リッジレーサーレボリューション』ではフロントマスクとカラーリングが一部変更されている。また、AC版にはこのマシンは登場していない。
- #7 RT XEVIOUS RED

加速性重視のマシン。RT YELLOW SOLVALOUと比べると加速性はやや劣るが、その分最高速・ハンドリング性能が高くなっている。マシンのボディはRT YELLOW SOLVALOU・RT BLUE SOLVALOUと比較すると、リアスポイラーが無い、ライトがリトラクタブル式になっているなどの違いがある。
- #17 RT XEVIOUS GREEN

RT XEVIOUS REDの色違いで、最高速重視のマシン。RT BLUE SOLVALOUと比べると最高速はやや劣るが、その分加速性能・ハンドリング性能が高くなっている。なお、AC版ではこのマシンは登場せず、代わりに色違いで黄色のXEVIOUS系マシンが敵車として登場している。また、次作『リッジレーサーレボリューション』ではたまにライバルカー・RT YELLOW SOLVALOUを差し置いて1位でゴールすることがある。

#### スペシャルカー
ノーマルカーを遙かに上回る性能を持っている。一定条件を満たした後、T.T.に登場するスペシャルカーに勝利することで使用可能となる。
- #13 13th RACING

黒を基調としたデビルカー。操縦性が非常に優れており、加速性を除く全性能が最高レベルに達している。ただしグリップが高いことから、ドリフトがし辛くなっている。
- #0 WHITE ANGEL

ハイスペックVer.のみ使用可能。白を基調としたクーペスタイルのエンジェルカーであり、基は次作『リッジレーサーレボリューション』の上級T.T.で登場したスペシャルカーである。グリップ性能を除く全性能が13th RACINGをも上回るレベルに達しているため、ドリフトがしやすく非常に速いタイムを叩き出し易いマシンとなっている。

### AC版
AC版では全登場車種が12種類となっており、プレイヤーが使用するマシンは「#76 F/A RACING」固定、それ以外は敵車限定となっている。また、後にPS版に収録されたマシンについても、カーナンバーや貼られているステッカーがAC版とPS版で一部異なる。

#### プレイヤーカー
- #76 F/A RACING

自車として使用できるのはこのマシンのみ。コース上赤色で表示される。PS版のF/A RACINGでは「NAVIWAY」のステッカーの部分が、AC版では「RAVE WAR」になっているなどの違いがある。

#### 敵車
- #9 RT YELLOW CYBER SLED

本作のライバルカーで、コース上黄色で表示される。PS版のRT YELLOW SOLVALOUに該当し、「SOLVALOU」のステッカーの部分が「CYBER SLED」になっている（「CYBER」の文字が大きく、「SLED」の文字はかなり小さいため、一見「CYBER」のみのように見える）。ライバルカーということもあり敵車の中では一番速いが、ミスがなければプレイヤーが1位になる前に抜くことも可能である。
- #1 RT RALLY-X RED

PS版のRT XEVIOUS REDで、「XEVIOUS」のステッカーの部分が「RALLY-X」になっている。レースでは3位でゴールすることが多い。
- #2 RT BLUE RIDGE RACER

PS版のRT BLUE SOLVALOUで、「SOLVALOU」のステッカーの部分が「RIDGE RACER」になっている（「RIDGE」の文字が大きく、「RACER」の文字は小さめ）。レースではライバルカーに次ぐ2位でゴールすることが多い。設定上は初代覇者の証として「RIDGE RACER」を名乗っている。
- #5 RT PROJECT DRAGOON

PS版のRT BOSCONIAN。AC版の次作『リッジレーサー2』では、ボディカラーの大半がダークグリーンとなり、印象がだいぶ異なる。
- #25 RT RACING

ボディの前部分が白、後ろ部分が青のカラーリングで、F/A RACINGと同様のボディタイプのマシン。PS版では「NEBULASRAY」に置き換わる形で登場しない。
- #29 RT PINK MAPPY

PS版のRT PINK MAPPY。
- #35 RT HOEHOE

PS版のRT RYUKYU。PS版の「RYUKYU」のステッカーが「HOEHOE」になっている。次作『リッジレーサー2』では赤の部分が全て黄緑となり、違う印象を与えている。
- #49 RT DIG DUG

PS版のGALAGA RT PLID'Sで、「GALAGA」のステッカーの部分が「DIG DUG」になっている。
- #54 RT BLUE MAPPY

PS版のRT BLUE MAPPY。
- #62 RT DIG DUG2

PS版のGALAGA RT CARROTだが、PS版とはカラーリングが一部異なり、紺色の部分が通常の青色になっている。PS版での「GALAGA」のステッカーの部分が「DIG DUG2」になっている。
- #77 RT GAPLUS YELLOW

PS版に登場したRT XEVIOUS GREENの色違い。PS版での「XEVIOUS」のステッカーの部分が「GAPLUS」になっている。レースでは4位でゴールすることが多い。

設定で規定周回数を増やすとアザーカーの登場台数（最大15台登場）も増えるが、この際、台数が全ての車種より多くなった場合は、「RT PINK MAPPY」「RT DIG DUG」「RT BLUE MAPPY」「RT DIG DUG2」のうちどれかが重複してレースに登場する。

## BGM
作曲は細江慎治（megaten）、佐宗綾子（AYA）、佐野信義（sanodg）の3名で、ゲーム中に使用できるBGMは6曲。同社同音楽スタッフによる『F/A』や『ニューマンアスレチックス』などの音楽路線を継承し、サンプリングを多用したテクノミュージックを採用している。本作を皮切りとして、『リッジレーサー』シリーズでは従来のゲーム音楽とは一線を画す多彩な音楽性の提示を続けており、リッジサウンドなどと呼ばれることもある。
RIDGE RACER（POWER REMIX）
細江慎治作曲。本作を象徴するメインBGM。AMショー出展用に作られた曲であり、ゲームプランナーの要望に応じたフュージョン曲となっている。
RARE HERO（Sanodigy mix）
佐野信義作曲。Aメロに「ニューラリーX」メインBGMの出だし部分と同じコード進行が使われている。以降のシリーズでも作曲者本人によるアレンジ版が収録されることとなる。
FEELING OVER（UNDERGROUND）
佐宗綾子作曲。
ROTTERDAM NATION（FOO MIX）
細江慎治作曲。当時の日本ではあまり知られていなかったロッテルダムテクノを取り入れた。曲中の歌詞は「Three laps to go...」などゲーム中で使用されている英語音声を逆再生したものが使用されている。
SPEEDSTER（I Like A.T mix）
細江慎治作曲。バブル期のいわゆる「ジュリアナ曲」であるAlpha Teamの『SPEED』が元になっている。
RHYTHM SHIFT（12"Version）
細江慎治作曲。
ナムコの重役相手のお披露目時にランダムで選曲されるBGMに、最も異彩を放っていた『ROTTERDAM NATION』がかかってしまい、ディレクターが頭を抱えたことがある。他にも『リッジレーサー』のイントロで、基板に実装されていた32和音中20和音（12和音はシステム音に利用）を使い切るなど、エピソードは非常に多い。
PS版ではサウンドテストを選択すると、BGMと共にアザーカーのフリーランのライブ映像が流される。コンシューマーでは以降のシリーズにも同様のモードが実装されるようになる。
また、『ハイスペックVer.』では収録曲が異なり、上記『RIDGE RACER / 細江慎治』と、AC版『リッジレーサー2』およびPS版『リッジレーサーレボリューション』に収録された『GRIP / 佐野信義』の2曲のみが収録されている。
曲名は全て当時ダンスミュージックにハマっていたプログラマによって付けられた。

## アーケード筐体

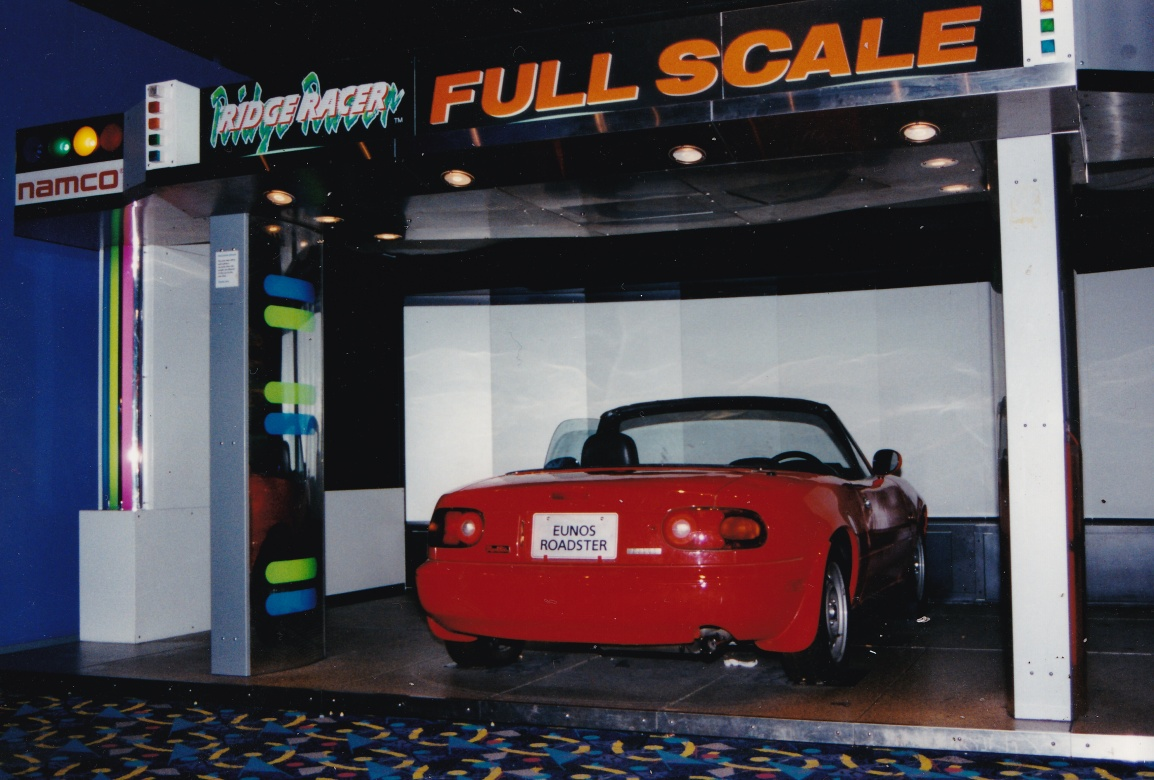
リッジレーサーフルスケール筐体。

SD筐体
ステアリング、アクセルペダル、ブレーキペダル、シーケンシャルパターンのシフトレバーが付いている。
DX筐体
ステアリング、アクセルペダル、ブレーキペダル、クラッチペダル、Hパターンの6速シフトレバーが付いており、ニュートラル状態が存在する。ステアリングはSD筐体より大きめである。クラッチペダルを踏むとニュートラル状態となる。クラッチペダルを踏むことなくシフト操作をすると「カシュッ」という音が鳴るが、攻略上のペナルティ（減速・硬直など）はないため、全く使わなくても問題なくプレイできる。シートの位置を調節可能。
3画面筐体
DX筐体を3画面にした筐体。画面以外は全てDX筐体と同じである。基板は1画面につき1セット必要とするため、計3組要する。
フルスケール筐体
マツダの初代ロードスターに乗って、大きいスクリーンでプレイする。中身の基本はDX筐体。筐体に使われているロードスターに装着された実物のスピードメーターとタコメーターが実際に連動し、ステアリング、シフトレバー、ペダル類もロードスターのものをそのまま使用し、本来6速に設定されていたトランスミッションも筐体に使われているロードスターに合わせて5速に変更され、ゴール後のリプレイに登場する自車のグラフィックもロードスターになっている。路面の細かな質感までを再現するテクスチャーマッピングと光のあたり具合を描くグーローシェーディングの組み合わせは実車に近い迫力を持つ。スクリーンは三次元マルチウインドゥが使われ、視界の広さも実車に近い。プレイ料金が高く（300-500円/1play）、筐体設置に必要なスペースが非常に大きいといった難点があったため、あまり出回らなかった。イオンモール鈴鹿ベルシティのナムコランドで2002年頃まで「現在全国で唯一」という触れ込みで稼動していた。

## リッジレーサー ハイスペックVer.
『R4 -RIDGE RACER TYPE 4-』に同梱されたボーナスディスク。2002年にPS one Booksとして発売された廉価版には付属していない。
30FPSであったPS版『リッジレーサー』（以下、オリジナル版）を60FPS化し、より滑らかな動きとしたものである。オリジナル版の60FPS化はソニーがPS用の「ランタイムライブラリVer.3」を発表した際、そのデモンストレーションとして既に実現していた。
モードはプレイヤーとライバルカーの2台で走る「T.T.」と、プレイヤー1人で走る「T.A.」の2種類で、オリジナル版に存在したライバルカーを含む12台でのレースは存在しない。コースはオリジナル版で収録されていた2種類（SHORT→初級・中級、LONG→上級・T.T。右側がオリジナル版での名称）が用意されている。
起動中のロード画面で『ギャラクシアン』を遊ぶことができ、パーフェクトを達成すると使用可能車種が4台から12台に増加する要素もオリジナル版から継承されている。
T.T.の2コースを1位でゴール、T.A.の2コースのトータルタイム記録で1位を獲得するとエンディングが流れ、オリジナル版と同様に各コースおよびモードの逆走版であるEXTRAが登場する。また、一度エンディングを迎えるとLONGコース順走のT.T.にはオリジナル版と同様に隠し車種のデビルカー「13th RACING」が、LONGコース逆走のT.T.には『リッジレーサーレボリューション』初出の隠し車種のエンジェルカー「WHITE ANGEL」がそれぞれ出現する。
海外版は『Ridge Racer Turbo』（リッジレーサー・ターボ）というタイトルになっている。

## トリビア
リッジレーサーのコースをデザインするにあたり、開発者の佐々木建仁が以前携わっていた大手ゼネコンでのシミュレーションCG作成のノウハウが大いに役立ったという逸話が残っている。また、リッジレーサーのプログラマーが「リッジレーサーが売れたら結婚してあげる」という約束を相手に取り付け、実際大当たりしたが、酒の席での話だったので、結局反故にされてしまったという悲惨な逸話も残っている。
コースを峠（Ridge）にしたのは、山間にすることでコース遠景の描画を省いてポリゴン数を減らすため。またSYSTEM22のグーローシェーディングは処理が重いため、ゲーム中では使用されておらず（車体の流線型などは、あらかじめ陰影を付けたテクスチャによるもの）、唯一タイトル画面の旗のゆらめきで使用された。一方で開発過程では、『ファイナルラップ』『ウイニングラン』の流れから「F1のゲームにしろ」という指示も上層部から出されていたが、「テクスチャマッピングを活かすには、フィールドは広大なサーキットではなく峠が望ましい」として現場が押し切ったという話もある。なお同社の3DのF1レースゲーム新作は、約1年後に『エースドライバー』が発売された（本作と同じくSYSTEM22基板を採用）。
PlayStation版リッジレーサーで、Car No.2, 5, 6, 7, 8の数字が右寄りになっているのは、Car No.12, 15, 16, 17, 18と同じテクスチャをパレットチェンジだけで使い回しているため（10の位の「1」だけ白に変えて文字を消している）。また、Car No.2, 7, 12, 17のテクスチャが、他の車と比べて荒いのは、元のテクスチャのサイズが1⁄4しかないのを拡大して使用しているため。
理由は不明だが、PlayStation版はマスターアップ直前で車のテクスチャデザインが刷新されている（「RAVEWAR」→「NAVIWAY」など）。そのため、出荷直前の雑誌の紹介記事では古いテクスチャと新しいテクスチャの画面写真が混在して使われている。また、付属のマニュアルではテクスチャの部分が塗りつぶされて使用されている。店頭展示用の体験版CD-ROM集『Demo Demoプレイステーション』に収録された体験版は、変更前のテクスチャが使用されている。
PlayStation 2版『ナムコレクション』に収録されたPS版リッジレーサーはアナログスティックに対応している、またBGMが演奏音源が変更された別バージョンになっているが変更の理由は不明。
2021年のNetflix配信ドラマ『全裸監督 シーズン2』第1話「宇宙からエロが降る」にフルスケール筐体を基にした『RIDGE RACER FULL SCALE PLUS+』が登場する。ロードスターの色が紺色に変更されている。

## 関連商品
ナムコ・ゲームサウンド・エクスプレス Vol.11 リッジレーサー
本作のサウンドトラック。8曲収録。1994年1月21日にビクターエンタテインメントより12cmCDで発売。
リッジレーサー
オリジナルサウンドとアレンジャーによるフルアレンジバージョンを収録したコンビネーションアルバム。13曲収録。元々JVCがイギリスでクラブシーン用に発売していた物を逆輸入販売したもの。1996年9月28日にビクターエンタテインメントより12cmCDとLPで発売。
リッジレーサー（LD）
開発者自身によるリッジレーサーとリッジレーサー2のプレイ映像を収録したレーザーディスク。おまけでCG合成で作成したアクロバット走行の映像が収録されている。1994年12月16日にビクターエンタテインメントより発売。
リッジレーザー
リッジレーサー（LD）で使用されていたリミックス版のBGMをCD化したもの。1995年2月22日にビクターエンタテインメントより発売。